# Communauté de communes Bruyères-Vallons des Vosges
Die Communauté de communes Bruyères-Vallons des Vosges (inoffizielle Schreibweise auch: Communauté de communes Bruyères, Vallons des Vosges) ist ein französischer Gemeindeverband mit der Rechtsform einer Communauté de communes im Département Vosges in der Region Grand Est. Sie wurde am 1. Januar 2014 gegründet und umfasst 34 Gemeinden. Der Verwaltungssitz befindet sich im Ort Bruyères.

## Historische Entwicklung
Der Gemeindeverband entstand mit Wirkung vom 1. Januar 2014 aus der Fusion der Vorgängerorganisationen Communauté de communes de l’Arentèle-Durbion-Padozel, Communauté de communes de la Vallée de la Vologne und Communauté de communes du Canton de Brouvelieures. Der neue Gemeindeverband hieß zu Anfang kurzfristig Communauté de communes Vologne-Durbion, bevor er seine aktuelle Bezeichnung annahm.
Mit Wirkung vom 1. Januar 2017 verließen die Gemeinden Padoux, Sercœur und Dompierre den Verband und schlossen sich der Communauté d’agglomération d’Épinal an.
Mit Wirkung vom 1. Januar 2018 verließen die Gemeinden Bois-de-Champ, Mortagne und Les Rouges-Eaux den Verband und schlossen sich der Communauté d’agglomération de Saint-Dié-des-Vosges an.

## Mitgliedsgemeinden
| Gemeinde                                           | Einwohner 1. Januar 2022 | Fläche km² | Dichte Einw./km² | Code INSEE | Postleitzahl |
| -------------------------------------------------- | ------------------------ | ---------- | ---------------- | ---------- | ------------ |
| Beauménil                                          | 132                      | 3,30       | 40               | 88046      | 88600        |
| Belmont-sur-Buttant                                | 297                      | 8,46       | 35               | 88050      | 88600        |
| Brouvelieures                                      | 411                      | 7,36       | 56               | 88076      | 88600        |
| Bruyères                                           | 2.935                    | 16,02      | 183              | 88078      | 88600        |
| Champ-le-Duc                                       | 481                      | 3,92       | 123              | 88086      | 88600        |
| Charmois-devant-Bruyères                           | 379                      | 6,61       | 57               | 88091      | 88460        |
| Cheniménil                                         | 1.227                    | 9,28       | 132              | 88101      | 88460        |
| Destord                                            | 238                      | 5,04       | 47               | 88130      | 88600        |
| Deycimont                                          | 298                      | 6,32       | 47               | 88131      | 88600        |
| Docelles                                           | 864                      | 8,74       | 99               | 88135      | 88460        |
| Domfaing                                           | 212                      | 3,90       | 54               | 88145      | 88600        |
| Faucompierre                                       | 227                      | 2,45       | 93               | 88167      | 88460        |
| Fays                                               | 219                      | 4,83       | 45               | 88169      | 88600        |
| Fiménil                                            | 232                      | 5,13       | 45               | 88172      | 88600        |
| Fontenay                                           | 471                      | 6,47       | 73               | 88175      | 88600        |
| Fremifontaine                                      | 421                      | 9,56       | 44               | 88184      | 88600        |
| Girecourt-sur-Durbion                              | 353                      | 6,92       | 51               | 88203      | 88600        |
| Grandvillers                                       | 724                      | 17,46      | 41               | 88216      | 88600        |
| Gugnécourt                                         | 228                      | 5,11       | 45               | 88222      | 88600        |
| Herpelmont                                         | 268                      | 5,58       | 48               | 88240      | 88600        |
| Jussarupt                                          | 260                      | 6,57       | 40               | 88256      | 88640        |
| La Neuveville-devant-Lépanges                      | 502                      | 8,77       | 57               | 88322      | 88600        |
| Laval-sur-Vologne                                  | 630                      | 3,58       | 176              | 88261      | 88600        |
| Laveline-devant-Bruyères                           | 578                      | 3,10       | 186              | 88262      | 88600        |
| Laveline-du-Houx                                   | 207                      | 8,21       | 25               | 88263      | 88640        |
| Le Roulier                                         | 210                      | 5,67       | 37               | 88399      | 88460        |
| Lépanges-sur-Vologne                               | 838                      | 7,57       | 111              | 88266      | 88600        |
| Méménil                                            | 175                      | 9,15       | 19               | 88297      | 88600        |
| Nonzeville                                         | 55                       | 1,62       | 34               | 88331      | 88600        |
| Pierrepont-sur-l’Arentèle                          | 143                      | 6,23       | 23               | 88348      | 88600        |
| Prey                                               | 89                       | 2,13       | 42               | 88359      | 88600        |
| Vervezelle                                         | 117                      | 1,92       | 61               | 88502      | 88600        |
| Viménil                                            | 235                      | 8,05       | 29               | 88512      | 88600        |
| Xamontarupt                                        | 152                      | 5,00       | 30               | 88528      | 88460        |
| Communauté de communes Bruyères-Vallons des Vosges | 14.808                   | 220,03     | 67               | –          | –            |